# Gressa
Gresse-en-Vercors és un municipi francès situat al departament de la Isèra i a la regió d'Alvèrnia-Roine-Alps. L'any 2007 tenia 370 habitants.

## Demografia

### Població
El 2007 la població de fet de Gresse-en-Vercors era de 370 persones. Hi havia 148 famílies de les quals 37 eren unipersonals (21 homes vivint sols i 16 dones vivint soles), 62 parelles sense fills, 45 parelles amb fills i 4 famílies monoparentals amb fills.
La població ha evolucionat segons el següent gràfic:
Habitants censats

### Habitatges
El 2007 hi havia 926 habitatges, 152 eren l'habitatge principal de la família, 758 eren segones residències i 16 estaven desocupats. 329 eren cases i 594 eren apartaments. Dels 152 habitatges principals, 105 estaven ocupats pels seus propietaris, 37 estaven llogats i ocupats pels llogaters i 10 estaven cedits a títol gratuït; 6 tenien una cambra, 9 en tenien dues, 35 en tenien tres, 32 en tenien quatre i 70 en tenien cinc o més. 107 habitatges disposaven pel capbaix d'una plaça de pàrquing. A 65 habitatges hi havia un automòbil i a 77 n'hi havia dos o més.

### Piràmide de població
La piràmide de població per edats i sexe el 2009 era:
| Homes | Edats   | Dones |
| ----- | ------- | ----- |
| 0     | 95 o +  | 0     |
| 0     | 90 a 94 | 0     |
| 0     | 85 a 89 | 8     |
| 0     | 80 a 84 | 0     |
| 4     | 75 a 79 | 4     |
| 4     | 70 a 74 | 4     |
| 8     | 65 a 69 | 12    |
| 12    | 60 a 64 | 20    |
| 0     | 55 a 59 | 8     |
| 20    | 50 a 54 | 4     |
| 8     | 45 a 49 | 8     |
| 28    | 40 a 44 | 24    |
| 4     | 35 a 39 | 4     |
| 16    | 30 a 34 | 8     |
| 12    | 25 a 29 | 8     |
| 4     | 20 a 24 | 8     |
| 12    | 15 a 19 | 4     |
| 4     | 10 a 14 | 4     |
| 12    | 5 a 9   | 8     |
| 12    | 0 a 4   | 4     |

## Economia
El 2007 la població en edat de treballar era de 243 persones, 188 eren actives i 55 eren inactives. De les 188 persones actives 177 estaven ocupades (103 homes i 74 dones) i 11 estaven aturades (2 homes i 9 dones). De les 55 persones inactives 22 estaven jubilades, 13 estaven estudiant i 20 estaven classificades com a «altres inactius».

### Ingressos
El 2009 a Gresse-en-Vercors hi havia 169 unitats fiscals que integraven 397 persones, la mediana anual d'ingressos fiscals per persona era de 19.491 €.

### Activitats econòmiques
Dels 60 establiments que hi havia el 2007, 1 era d'una empresa alimentària, 2 d'empreses de fabricació d'altres productes industrials, 7 d'empreses de construcció, 8 d'empreses de comerç i reparació d'automòbils, 2 d'empreses de transport, 11 d'empreses d'hostatgeria i restauració, 4 d'empreses immobiliàries, 3 d'empreses de serveis, 17 d'entitats de l'administració pública i 5 d'empreses classificades com a «altres activitats de serveis».
Dels 12 establiments de servei als particulars que hi havia el 2009, 1 era una oficina de correu, 2 paletes, 1 fusteria, 2 lampisteries, 1 electricista, 1 perruqueria i 4 restaurants.
Dels 4 establiments comercials que hi havia el 2009, 1 era una fleca i 3 botigues de material esportiu.
L'any 2000 a Gresse-en-Vercors hi havia 7 explotacions agrícoles que ocupaven un total de 276 hectàrees.

## Equipaments sanitaris i escolars
El 2009 hi havia una escola elemental.

## Poblacions més properes
El següent diagrama mostra les poblacions més properes.